# Tuvalu parlamentje
A Tuvalui Parlament ( Fale i Fono, más néven House of Assembly  ) Tuvalu parlamentje.

## Története
1975-ben alapították, amikor Tuvalu elszakadt a Gilbert- és Ellice-szigetektől, három évvel az ország hivatalos függetlenné válása előtt.
A legutóbbi választások 2006. augusztus 14-én zajlottak, és nagy változást hoztak: a tizenöt tagból nyolcat is leváltottak, köztük Maatia Toafa miniszterelnök teljes kabinetjét. Toafa ezután lemondott, helyét Apisai Ielemia vette át.

## Működése
A parlament egykamarás, 15 képviselője van, akiket négy évre választanak. Hét körzet kettő, míg a 8. körzet 1 képviselőt küld. Mivel Tuvalun nincsenek politikai pártok, ezért minden képviselő független, tagjainak szerepe könnyen változhat egy terminuson belül ellenzékiből kormánytaggá és viszont.
A tagokat népszavazás útján választja az ország nyolc szigetének tizennyolc év feletti lakossága – hét sziget két-két tagot, a nyolcadik egyet választ. A parlament jelöli ki tagjai közül a miniszterelnököt, aki aztán négy további képviselőt kijelöl kabinetnek. A képviselők választják meg a házelnököt is.
Törvényjavaslatot elméletben bármelyik képviselő tehet, de a gyakorlatban ez leginkább a kormányzó kabinet utasítására történik. A törvényjavaslatot háromszor tárgyalják meg, majd benyújtják Tuvalu kormányzójának, hogy engedélyezze.  A törvényjavaslatot azonban nem elég a parlamentnek elfogadnia, be kell mutatni a helyi önkormányzatoknak is, akik képviselőik útján változtatásokat javasolhatnak.